# Parafia św. Kazimierza w Lesznie
Parafia Świętego Kazimierza w Lesznie – parafia rzymskokatolicka należąca do dekanatu leszczyńskiego archidiecezji poznańskiej. Została utworzona w 1993 roku. Siedziba parafii oraz kościół parafialny mieszczą się przy alei Konstytucji 3 Maja w Lesznie.

## Obszar
Leszno:
- ulice: Czajkowskiego, Cybulskiego, Cypryjska, Ćwiklińskiej, Dekana, Grecka, Irlandzka, Kiepury, Machnikowskiego, Maltańska, Morawskiego, Na Skarpie, Ogińskiego, Ordonówny, Osterwy, Powstańców Wielkopolskich, 17 Pułku Ułanów, Prusa, Przybyszewskiego, Rejtana, Solskiego, 17 stycznia (nr. parzyste od 74 do końca, nr. nieparzyste od 61 do 115), Sygietyńskiego, Zamenhofa, Leśna Osada.